# Guillermo Pino Infante
Guillermo Eloy Pino Infante (Lima, 4 de abril de 1968) es un botánico, médico-cirujano y ex Coronel de servicios de la policía peruano. Es descriptor de varias especies de plantas sudamericanas, especialmente de las familias Crassulaceae y Piperaceae, entre otras. Actualmente es presidente de la Sociedad Peruana de Cactus y Suculentas.

## Biografía

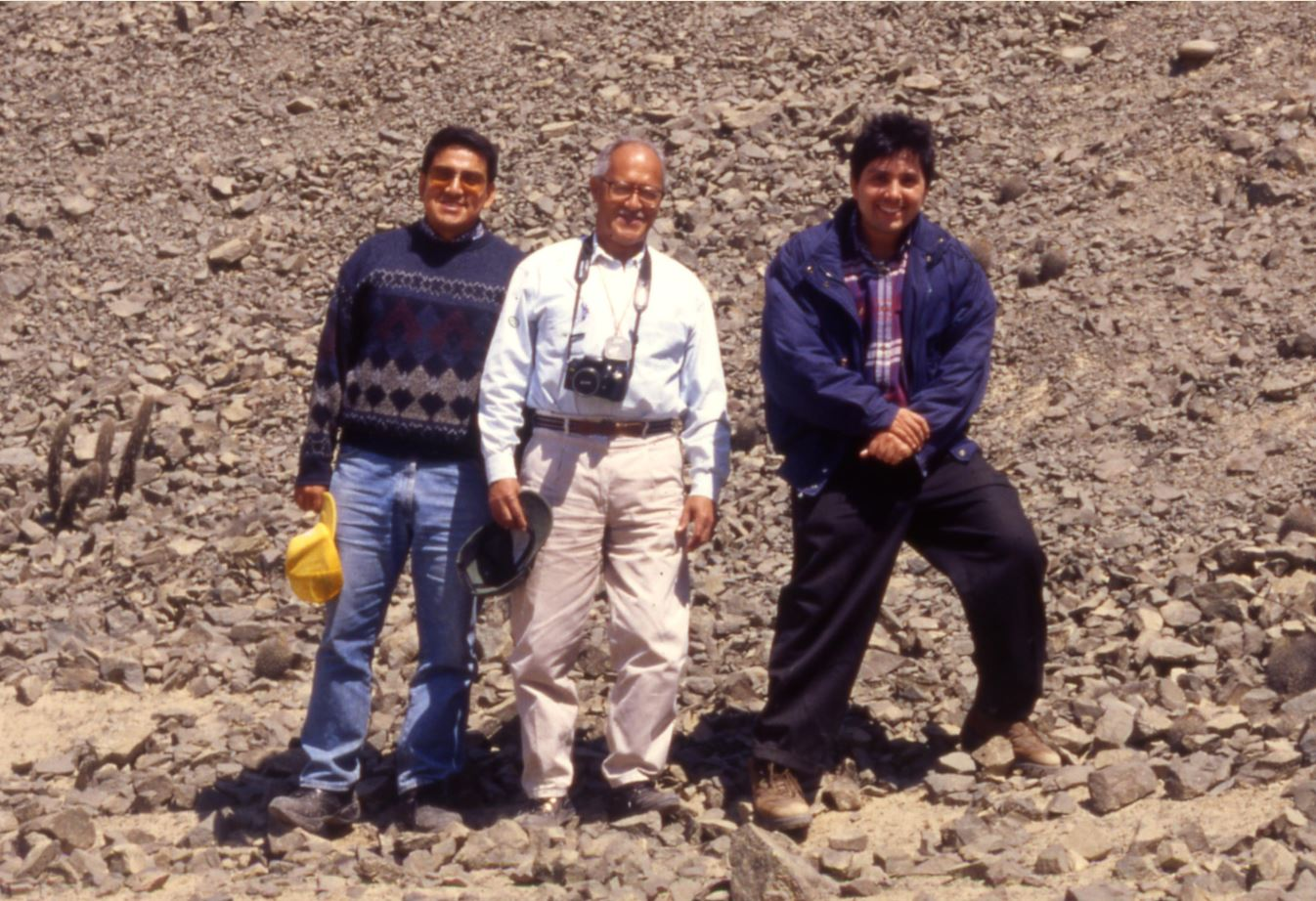
Guillermo Pino (derecha) junto a Carlos Ostolaza (centro) y Guido P. Lombardi (izquierda) en 1999

Guillermo Eloy Pino Infante nació el 4 de abril de 1968 en Lima, Perú. Estudió medicina y se graduó de médico cirujano en la Universidad Peruana Cayetano Heredia y como especialista en cirugía plástica por la Universidad Nacional Federico Villarreal. Posteriormente se dedicó a la botánica obteniendo una maestría de biología en botánica tropical con mención en taxonomía y sistemática evolutiva por la Universidad Nacional Mayor de San Marcos. Se dedica al estudio botánico de las familias Crassulaceae y Piperaceae en Perú y otros países de Sudamérica, siendo el referente a nivel internacional para Perú de estas familias de plantas americanas. También como médico laboró para la Policía Nacional del Perú, retirándose en el año 2017.
Es descriptor de varias especies de plantas sudamericanas, especialmente de los géneros Echeveria, Peperomia, Sedum, entre otros. Es autor del subgénero Fenestratae del género Peperomia. Actualmente es autor de más de 30 publicaciones científicas.
Es creador y asesor ad honorem del Jardín Botánico del Parque de las Leyendas, y es también actualmente presidente de la Sociedad Peruana de Cactus y Suculentas.

## Publicaciones

### Artículos académicos
Nota: Esta es una lista de los trabajos científicos más recientes del investigador; para revisar el listado completo revise el perfil del investigador en ResearchGate.
- Pino, G., Montesinos, K., Salazar, G. & Novoa S. 2020. The Echeverias of Ecuador and a new species from its border with Peru. Cactus and Succulent Society of America 92(1): 20–34. doi 10.2985/015.092.0104
- Ostolaza, C., Pino, G., & Fernández, M.  2020. Strophocactus krammii, una nueva cactácea epífita de la Amazonía peruana. Quepo 34: 7–16.
- Pino, G. & Cieza, N. 2020. Sedum hutchisonii, a New Species from Northern Peru, Journal of the Cactus and Succulent Society of America 92(4): 197-203. doi 10.2985/015.092.0404
- Pino, G., Fernández, R. & Samain, M.-S. 2020. Succulent Peruvian species of Peperomia subgenus Panicularia . Haseltonia 27: 116-129. doi 10.2985/026.027.0114
- Pino, G., Alcalá, A., Marquiegui, D. & Payano, I. 2021. New Species of Crassulaceae from Huancavelica and a New Echeveria from Junín, Peru. Cactus and Succulent Journal, 93(4): 286-302.

### Libros
- Guillermo Pino. 2004. Peperomias de Cajamarca v. 1. 80 pp. ISBN 978-9972-2513-0-6[15]

## Honores

### Epónimos
- (Piperaceae) Peperomia pinoi G.Mathieu[16]
- La abreviatura «Pino» se emplea para indicar a Guillermo Pino Infante como autoridad en la descripción y clasificación científica de los vegetales.[17]